# Javorovica
Javorovica – wieś w Słowenii, w gminie Šentjernej. W 2018 roku liczyła 29 mieszkańców.